# Seznam hrvaških košarkarjev
Seznam hrvaških košarkarjev.

## A
- Vladan Alanović
- Lukša Andrić
- Franjo Arapović

## B
- Dalibor Bagarić
- Marino Baždarić
- Adnan Bečić
- Dragan Bender
- Danira Bilić
- Mira Bjedov
- Bojan Bogdanović
- Andrew Bogut
- Ivan Buva

## C
- Danko Cvjetićanin

## Č
- Teo Čizmić
- Zoran Čutura

## Ć
- Krešimir Ćosić

## D
- Ante Delaš
- Mario Delaš

## F
- Davor Filipović

## G
- Gordan Giriček
- Josip "Pino" Gjergja (trener)
- Ivan Grgat

## H
- Mario Hezonja

## J
- Vinko Jelovac
- Željko Jerkov
- Ed Jurak

## K
- Mario Kasun
- Andro Knego
- Arijan Komazec
- Filip Krušlin
- Ivan Kučan
- Toni Kukoč
- Davor Kus

## L
- Žana Lelas
- Krešimir Ljubičić

## M
- Matej Mamić
- Damir Markota
- George Mikan

## N
- Aramis Naglić
- Franko Nakić
- Ivo Nakić
- Mario Nakić
- Mihovil Nakić
- Sandro Nicević
- Mirko Novosel (1938–2023) (trener)

## P
- Žarko Paspalj
- Velimir Perasović
- Zvonko "Džimi" Petričević
- Aleksandar Petrović
- Dražen Petrović
- Darko Planinić
- Zoran Planinić
- Nikola Plećaš
- Željko Poljak
- Marko Popović

## R
- Nikola Radulović
- Zdravko Radulović (črnog. rodu)
- Dino Rađa
- Ivan Ramljak
- Marko Ramljak
- Damir Rančić
- Damjan Rudež

## S
- Josip Sesar
- Krunoslav Simon
- Petar Skansi
- Mate Skelin
- Branko Skroče
- Goran Sobin
- Ivan Sunara

## Š
- Dario Šarić
- Jeronimo Šarin
- Damir Šolman
- Bruno Šundov

## T
- Mirjana (Mira) Tabak Kovčo
- Žan Tabak
- Marko Tomas
- Ante Tomić
- Rato Tvrdić

## U
- Roko Ukić

## V
- Antonio Vrankovic (ZDA)
- Stojko Vranković
- Nikola Vujčić

## Ž
- Andrija Žižić
- Luka Žorić